# Бригадирско движение
Бригадирското движение в Народна Република България е организирано използване на работни бригади от младежи (ученици, студенти, войници) или работници и служители по време на плановата икономика.
Първоначално полаганият труд на участващите бригадири не се заплаща. По-късно се въвежда заплащане на младежите бригадири, а на работниците и служителите, откъснати от работата им, се начисляват редовните им трудови възнаграждения.
Бригадирите се привличат за недълъг период от време за извършване на определена работа (най-често сезонна) в стопанството (селско стопанство, строителство, промишленост и пр.) или по инфраструктурата на страната. В рамките на бригадирското движение са построени важни шосейни и железопътни линии, язовири, електроцентрали, далекопроводи, промишлени предприятия, обществени сгради, извършени са множество залесителни мероприятия, като голяма част от тези обекти все още се ползват.
През първия етап от бригадирското движение бригадири участват в строителството на град Димитровград (десетки жилища, завод „Вулкан“ и др.), пътната мрежа на днешната община Димитровград, Азотно-торовия завод в Стара Загора, както и обекти в цяла България: пътя през Прохода на Републиката, железопътни линии (Ловеч – Троян, Перник – Волуяк, Самуил – Силистра), язовирите „Александър Стамболийски“, „Георги Димитров“, дигата на река Марица и др. Строят се електроцентрали – 10, изграждат се индустриални предприятия, построени са 2550 км далекопроводи, 8800 жилища, нови училища, детски и здравни домове, болници и др. През 1946 – 1948 година 87 хиляди младежи вземат участие в движението.
През втория етап бригадите се изпращат в сезонна помощ преди всичко на селското стопанство и на консервни фабрики, както и в други промишлени предприятия и в строителството при нужда. Считат се за важен дял от работата на ДКМС с учащата младеж.

## Предистория
Първите бригадирски инициативи датират отпреди установяването на комунистическия режим и са повлияни от подобно движение сред фашистите в Италия. Така през лятото на 1944 година националистическата младежка организация „Бранник“ организира бригади в помощ на селското стопанство.

## Първи етап
Първите прояви на комунистическото бригадирско движение датират от периода след 1944 г., когато отечественофронтовското правителство привлича на младите хора за доброволно участие в строителството на обекти с национално значение, без или с минимално заплащане. Преки организатори на бригадирското движение (под ръководната роля на БКП) са младежки организации: най-напред Комитетите на демократичната младеж, по-късно СНМ, а след смъртта на Георги Димитров – в Димитровски съюз на народната младеж (ДСНМ), и най-накрая ДКМС.
Мотото на бригадирското движение е „Строим за Родината“, а символът – червен факел. БКП организира българската интелигенция да създаде много патриотични песни, вдъхновяващи ентусиазма на младите, между които „Елате, хиляди младежи“, „Свири, хармонико, свири“, „Пред нас са блеснали житата“ и други. Най-популярният поет на бригадирското движение е „Поетът с ватенката“ – Пеньо Пенев.
Формално бригадите са доброволни, мнозина се включват с желание и самоотверженост. Използват се и пропагандни трикове и натиск – от обещания до заплахи, въвеждане на „разрешителен режим“ за кандидатстване във ВУЗ, за работа в промишлени предприятия и др., за да бъдат привлечени младежи да се запишат в строителството на нова България. В края на 1940-те години в бригадирското движение участват и около 1000 православни свещеници, почти половината от членовете на казионния Свещенически съюз.
В повечето бригади, особено в началото, условията за живот са примитивни, храната – оскъдна и с лошо качество, а работата – тежка и извършвана на ръка – със сърп, лопата, кирка, количка.

### Проход на Републиката
За начало на организираното бригадирско движение се приема 5 август 1946, когато 2075 бригадири започват прокопаването на първокласен шосеен път през прохода Хаинбоаз, получил названието Проходът на републиката.
Откриването на националната бригада става на 5 август 1946 г. За настаняване на бригадирите е изграден лагер за 2000 души. Оказва се, че желаещите са повече и се налага връщането на малолетните. В крайна сметка участие в бригадата вземат 2085 души.
За командир е назначен Пенчо Кубадински – по-късно виден комунистически лидер. Освен младежи, в бригадата участват и 140 партизани, 48 фронтоваци и 22 политически затворници.
Първият етап е до края на 1946 г. През 1947 г. започва втори, 6-месечен етап, в който се работи на 2 смени. Участват над 18 000 души, разпределени в 18 лагера.

### Железопътни линии
Някои от тези строежи се вписват в живота на поколението като героично начало на цяла строителна епоха – жп линията Перник-Волуяк за извозване на каменните въглища от мина „Перник“, жп линията Ловеч-Троян – на горската, селскостопанската и промишлената продукция от този район, жп линията Самуил-Силистра – на „хляба на народа“ от Добруджа.
Самуил-Силистра

Свързването на Силистра с железопътната мрежа на страната е предвидено още със Закона за разширяване на мрежата на Българските държавни железници от 1897 г. На 11 август 1946 г. се набират бригадири, които заминават със специални влакове на строежа на републиканска жп линия Самуил–Силистра. Първият участък от линията Самуил – Исперих (27,4 km) е открит за временна експлоатация на 20 ноември 1948 г. Официалният влак се вози от локомотив 17.02 от парка на депо Русе. Обявяването на този участък за редовна експлоатация става през 1951 г.
Перник-Волуяк

Още преди Освобождението на България правителството на Османската империя започва строителството на железопътната линия Белово – София – Кюстендил – Скопие като част от международната линия Виена – Цариград. Предвиждало се след построяването ѝ тя да се експлоатира от Източни железници на Барон Хирш, но строителството е прекратено поради липса на средства. При изготвянето на първия двегодишен народностопански план за 1947 – 1948 г. като един от най-важните обекти в него е завършването на железопътната линия, предвидено да стане през 1949 г. В тон с тогавашното време младежката бригада на която е възложено изграждането обещава да завърши основните строителни работи до края на 1947 г. и да предаде линията в редовна експлоатация една година преди определения срок. В разгара на строителството в бригадата работят около 15 000 бригадири, а общо в построяването на линията вземат участие 25 000 младежи, между които младежи от Югославия, Полша, Унгария, Франция и Швейцария.
Ловеч-Троян

След 9 септември 1944 г. населението по долината на река Осъм повдига въпроса за завършване на местната ЖП-линия, като местните хора поемат задължението да осигурят 40 % от общата стойност на линията в труд, материали и пари. През 1947 започва строежът на първите 15 km, които са прокарани през труден скален терен с изграждане на няколко високи подпорни стени, мостове, водостоци и четири тунела с обща дължина от около 1000. През 1948 линията е обявена за национален строителен обект, като в построяването ѝ се включват 12 000 младежи-бригадири от цялата страна, които са на издръжка на местното население. Над 30 000 души мъже и жени от тогавашната Троянска и Ловешка околия изработват 62 000 м3 земни работи, извадена скална маса и чакъл 25 000 m3, подготвят и превозват 51 000 траверси. Въпреки сложния терен на трасето участъкът е завършен в много кратък срок и е открит на 10 октомври 1948 г.

### Димитровград
На 2 септември 1947 г. започва изграждането на Димитровград, понякога наричан „младият град на социализма“. Градът е построен от 50 000 бригадири, които пристигат от 963 български градове и села. Част от тях стават жители на новия град. От 1948 до 1950 г. те работят в самостоятелна бригада, наречена „Млада гвардия“. Техният девиз е: „Ние изграждаме града, градът изгражда нас!“.

## Втори етап
През следващите години режимът все по-масово използва бригадирския труд, за да компенсира провала на стопанската си политика, най-вече в селското стопанство. През 1970 г. излиза решение на Политбюро на ЦК на БКП за организиране на ново младежко бригадирско движение. То се изразява в летни и есенни ученически и студентски бригади за помощ предимно в строителството и селското стопанство. За разлика от първия етап, новото бригадирско движение е само формално на доброволни начала, а на практика е задължително, като освобождаването от участие става само по уважителни причини. Бригадирският труд този път се заплаща много по-ниско от обичайните заплати в градовете, като на практика в много случаи това е формално и бригадирите не получават нищо – парите се присвояват от комсомолското ръководство или местни стопански функционери.
Отказът от участие в бригадите – независимо от официалното название „доброволни младежки бригади“ – води не само до комсомолски, но и до административни наказания, в това число изключване от учебно заведение. Неприятности заплашват и онези, които открито изказват съмнения в реалната доброволност на бригадите, обикновено такива личности са обявявани за „неблагонадеждни“ и по-нататъшното им развитие – образование или работа, се възпрепятства.
През 1971 година в бригадите участват над 340 хиляди ученици, а десетилетие по-късно в активни земеделски райони, като Пловдивско, 60% от прибирането и преработването на селскостопанската продукция се извършва от бригадири. Ефективността на бригадите е пословично ниска – принудителният им характер, ниската квалификация на бригадирите и символичното заплащане напълно ги демотивират, повсеместно са разпространени кражби и измами с нормите, а често и умишлен вандализъм и унищожаване на продукция. В резултат на това, както и на разходите по настаняването им, редица предприятия се опитват да се откажат изцяло от приемането на бригадири или ги изолират от производството на по-качествена продукция, като предназначената за износ.
На 8 април 1971 г. Първа атомна е обявена за национален младежки обект.

## Памет
Липсата на обективна оценка за социалистическия периода на страната дава своето отражение и върху бригадирското движение. Като рожба на тоталитарната система то продължава да бъде отричано. Днес историята на бригадирското движение е представена единствено в постоянната експозиция в отдел „Нова и най-нова история“ на Историческия музей в Димитровград.
- Покана за честване „40 години бригадирско движение“, 1986
- Програма за честване „40 години бригадирско движение“, Разград, 1986
- Удостоверение за медал „40 години бригадирско движение“, 1986